# Britische Küche

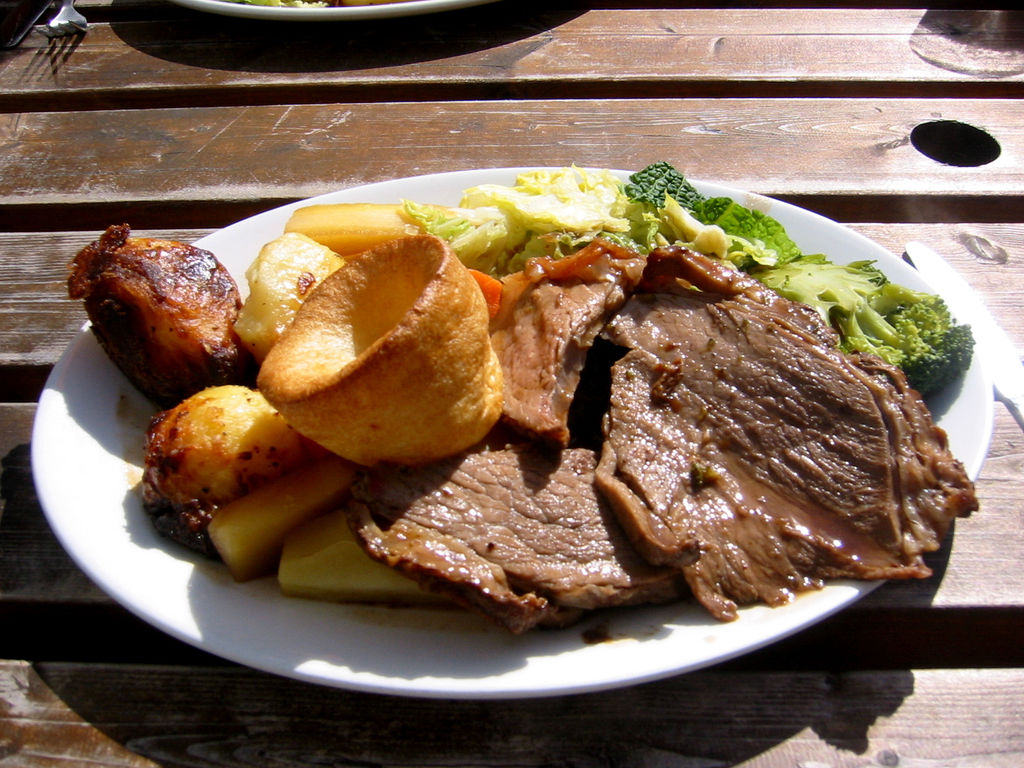
Sunday roast aus Roastbeef, Röstkartoffeln, Gemüse und Yorkshire-Pudding

Die britische Küche (British cuisine) umfasst die auf den Britischen Inseln gepflegten gastronomischen Traditionen und Praktiken.
Die britische Küche unterscheidet mehrere nationale und regionale Varianten, darunter die englische, schottische, walisische und die irische, die jeweils eigene Spezialitäten entwickelt haben. Etliche sind durch typische Regionalbezeichnung charakterisiert wie Chester, Yorkshire-Pudding, der Arbroath Smokie oder Welsh Cakes. Viele regionale Spezialitäten der britischen Küche haben verwunderliche Namen: Angels on horseback, Maids of honor, Spatchcock, Petticoat tails (=Shortbread), Toad-in-the-hole.

## Beschreibung
Die britische Kochkunst hat sich viele Merkmale ihres mittelalterlichen Ursprungs bewahrt: viele Getreideprodukte, süß-saure Kontraste (wie Schweinebraten mit Apfelmus, Lammbraten mit Johannisbeergelee oder Minzsauce), ein üppiges Frühstück (siehe englisches Frühstück) oder Käse zum Nachtisch. Briten sind traditionell "große Fleischesser" und zu den Hauptgerichten werden fast immer Kartoffeln gereicht, unabhängig davon, ob noch andere Beilagen dazugehören. Auch Fisch und Meeresfrüchte spielen eine große Rolle, während Wildbret seit dem Mittelalter zu festlichen Anlässen serviert wird. Fleisch von Geflügel (insbesondere Truthahn, Gans und Hühnchen) gehört zu den traditionellen Speisen. Obst wird vielfältig in der Küche verarbeitet, zu Obstkuchen, Fruchtsalaten, Gelees, Marmeladen, Pickles, Chutneys usw. Von den Obstsorten sind besonders Erdbeeren, Johannisbeeren und Äpfel (Cox und Bramley) beliebt. Die traditionellen und regionalen Küchen werden ebenso geschätzt wie auch die moderne Küche mit europäischem und orientalischem Einfluss. Etliche Gerichte der britischen Traditionsküche fanden durch die berühmten französischen Köche Carême und Escoffier Eingang in die feine Küche, wie Ochsenschwanzsuppe, Schildkrötensuppe, Irish Stew, ham and eggs u. a. Englische Küchenbegriffe wie Pudding, Beefsteak, Roastbeef, Bacon u. a. gehören inzwischen zur internationalen Küchensprache.

## Geschichte

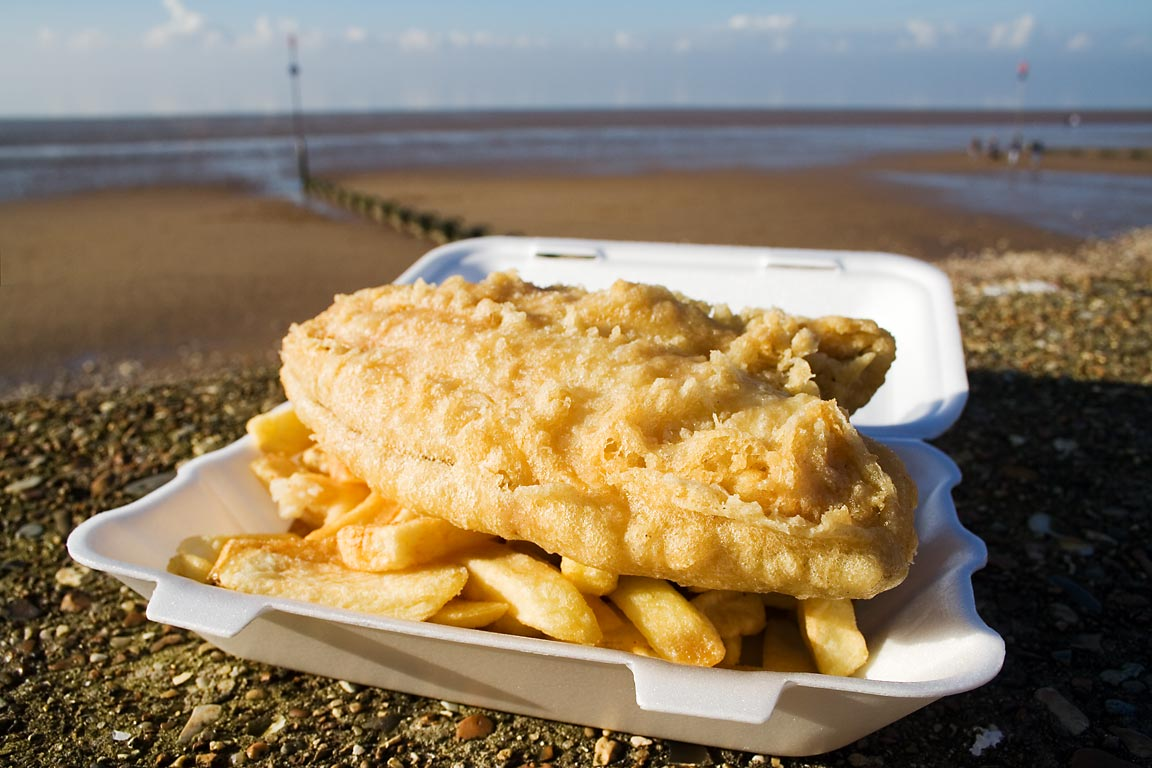
Fish and chips, beliebter britischer Imbiss

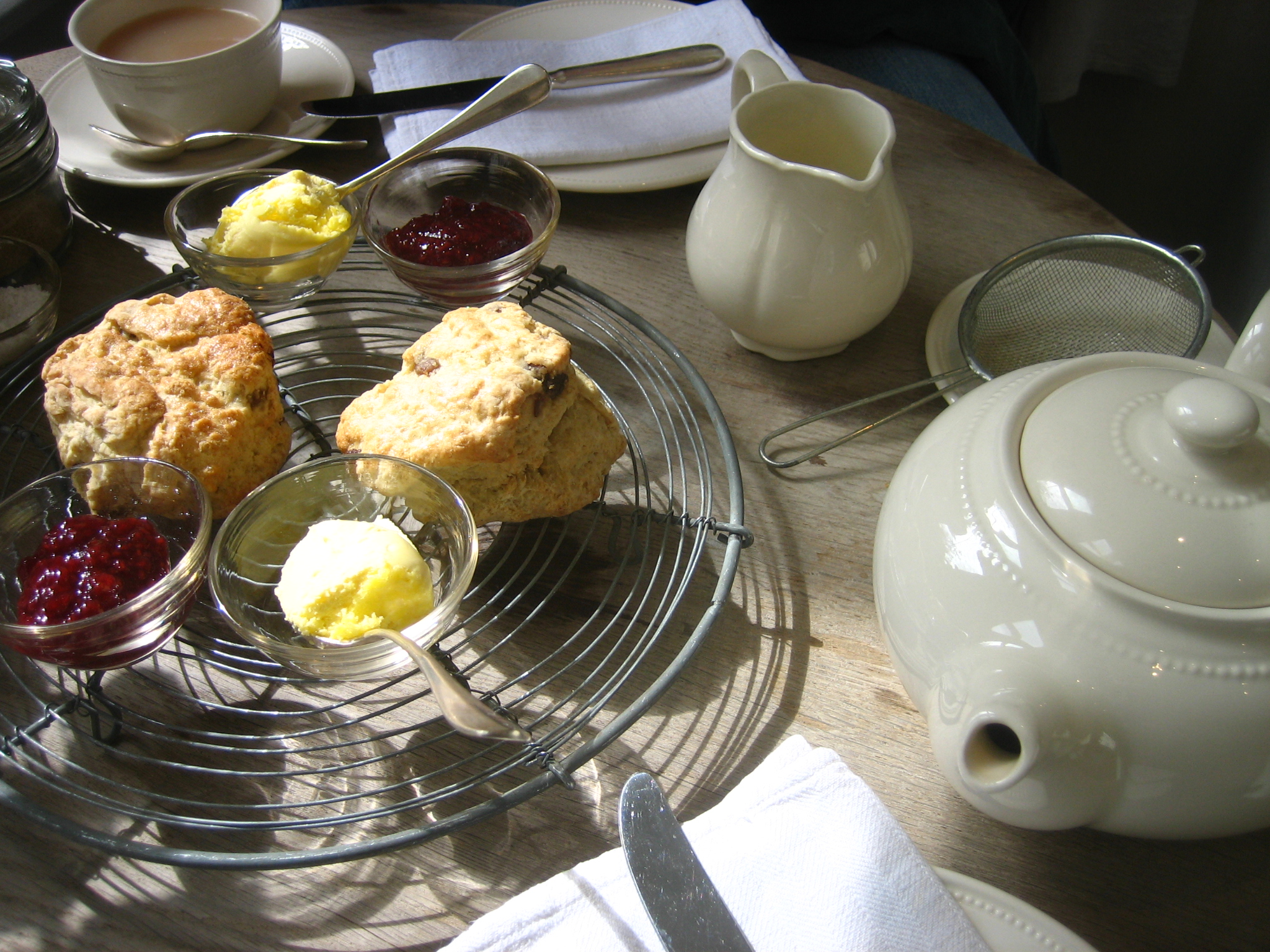
Der Nachmittagstee mit Scones hat seinen Ursprung im British Empire

Die römisch-britische Landwirtschaft produzierte aufgrund fruchtbarer Böden und fortgeschrittener Viehzucht eine Vielfalt hochwertiger Lebensmittel. Das angelsächsische England entwickelte bestimmte Zubereitungsmethoden und die normannische Eroberung brachte u. a. exotische Gewürze nach England. Die Seemacht Großbritannien entfaltete über Jahrhunderte einen regen interkontinentalen Gewürzhandel. Im 16. und 17. Jahrhundert blieb das „schlichte und einfache“ Essen Hauptbestandteil der britischen Küche mit deutlichen Verbindungen zur benachbarten skandinavischen Küche und US-amerikanischen Küche. Im 18. und 19. Jahrhundert erfuhr das koloniale britische Weltreich gastronomische Einflüsse durch raffinierte und scharfe Speisen vornehmlich der indischen Küche.
Während der Weltkriege führte die Lebensmittelknappheit zu staatlichen Rationierungen, die aufgrund wirtschaftlicher Probleme auch nach dem Zweiten Weltkrieg für einige Jahre noch restriktiver fortgeführt wurden. In dieser Rationierung wird auch ein Grund für den Niedergang der britischen Küche im 20. Jahrhundert gesehen.
Im Zuge der volkswirtschaftlichen Entwicklung, Urbanisierung und den Auswirkungen der Landwirtschaftlichen Revolution entwickelte sich die Nahrungsmittelproduktion in Richtung einer modernen Konsumgesellschaft, deren Preis eine Einschränkung der Verbindung zur ländlichen Umgebung und zur traditionellen Haushaltsführung war. Folglich gewann das Anliegen der Ernährungssicherheit zunehmend an Bedeutung. Die Bemühungen um Qualität und Nährwert in der industriellen Nahrungsmittelproduktion führten 1946 zur Schaffung der Soil Association, deren Prinzipien im ökologischen Landbau gefördert werden und von einem großen Teil der britischen Bevölkerung als Wesenselement der heutigen Esskultur anerkannt werden.
Historisch versteht man unter britischer Küche „frugale Gerichte, die mit hochwertigen regionalen Zutaten und einfachen Soßen abgestimmt den Geschmack hervorheben, anstatt ihn zu verschleiern.“ Dabei nahm die britische Küche die kulturellen Einflüsse derer auf, die seit 1922 nach Großbritannien einwanderten, schuf neue Gerichte auf „multikultureller“ Basis, wie das als „wahres britisches Nationalgericht“ gefeierte anglo-indische Chicken Tikka Masala.
Die britische Küche wurde international traditionell als „einfallslos und schwer“ geschmäht, deren Umfang angeblich über englisches Frühstück und Christmas dinner kaum hinausgehe. Gleichwohl hatte die keltische Land- und Viehwirtschaft einst eine Vielzahl von Lebensmitteln für die ansässigen Britannier hervorgebracht. Im angelsächsischen England entwickelte man Schmortechniken für Fleisch und Kohl, lange bevor sie im kontinentalen Europa üblich wurden.
Das British Empire ermöglichte die Begegnung mit den verfeinerten Speisen der indischen Tradition mit „intensiv scharfen Gewürzen und Kräutern“. Britische Gerichte sind Fish and chips, der wöchentliche Sunday roast, die Steak-and-Kidney-Pastete sowie Bangers and mash.

## Die moderne britische Küche

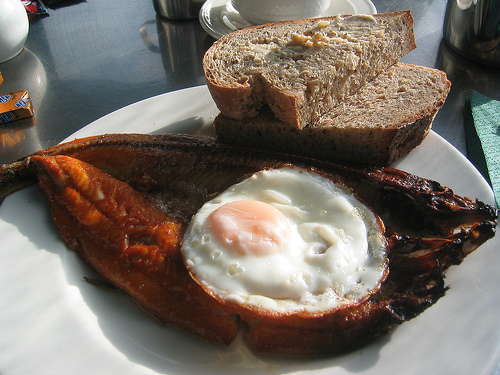
Kippers zum Frühstück in England

Die moderne britische Küche (auch New British Cuisine) entstand in den späten 1970er Jahren und erfreut sich zunehmender Beliebtheit. Sie nutzt hochwertige Zutaten, kombiniert traditionelle britische Rezepte mit moderner Innovation und hat eine Tendenz zur Slow-Food-Bewegung.
Wenn sie auch die Wiedereinführung bestimmter Rezepte aus der Zeit vor dem 20. Jahrhundert anstrebt, versteht sie sich nicht als rein nostalgische Bewegung. Vor allem bei Kräutern und Gewürzen orientiert sie sich weniger an exotischen, denn an einheimischen, wenngleich stark gewürzten, traditionellen Gerichten.
Ein Teil der modernen britischen Küche basiert auf Einflüssen der Mittelmeerküche, neuerdings auch der Vorder-, Südost- und Ostasiatischen Küchen. Der ursprünglich deutliche Einfluss der traditionellen skandinavischen und mitteleuropäischen Küche schwindet hingegen.
Die moderne britische Art des Kochens wird als Reaktion auf die Lebensmittelrationierung der 1940er/1950er Jahre gedeutet. Der Drang nach exotischer Küche wurde durch Bücher etwa von Elizabeth David geschürt, deren Rezepte (meist aus der Französischen und Mittelmeerküche) Zutaten erforderten, die in Großbritannien nicht erhältlich waren (wie etwa Olivenöl). In den 1960er Jahren verbreitete sich durch den Tourismus sowie die Etablierung ausländischer Restaurants in Großbritannien die Popularität der ausländischen Küche. Die gegenwärtige moderne britische Küche ist stark beeinflusst und popularisiert durch TV-Köche und ihre Kochbücher, wie Fanny Cradock, Robert Carrier, Delia Smith, Gordon Ramsay, Nigella Lawson und Jamie Oliver sowie dem Food Programme des BBC Radio 4.

## Varianten

### Englische Küche
Die englische Küche ist durch das Klima von England, seine Geografie und Geschichte geprägt. Aus letzterer ergeben sich Wechselwirkungen mit anderen europäischen Ländern und der Import von Zutaten und Rezepten aus Regionen wie Nordamerika, China und Südasien in der Zeit des British Empire und als Ergebnis der Einwanderung.

### Nordirische Küche
Die nordirische Küche ist weitgehend vergleichbar mit der in Irland. In dieser Region ist die Ulster Fry besonders beliebt.

### Schottische Küche
Die schottische Küche umfasst eine Reihe spezifischer Kochtraditionen und -gepflogenheiten, die in Verbindung mit Schottland stehen. Sie steht in vielfacher Beziehung zur britischen Küche, aber weist auch besondere Eigenheiten und Rezepte auf. Traditionelle schottische Speisen wie Haggis und Buttergebäck existieren neben internationalen durch Migration etablierten Gerichten. Schottland ist für die Güte von Rindfleisch, Kartoffeln und Hafer bekannt. Neben Lebensmitteln produziert es eine Vielzahl von schottischem Whisky.

### Walisische Küche
Die walisische Küche steht unter dem Einfluss der anderen britischen Küchen. Zwar sind Fleischrind als auch Milchvieh verbreitet und Wales hat den Ruf des Rindfleischproduzenten, besonders in Carmarthenshire und Pembrokeshire. Jedoch produziert man in Wales in der Hauptsache Schafe und somit Lammfleisch.

## Zeittafel. Aufkommen bestimmter Lebensmittel in Großbritannien

### Vorgeschichte (vor 43 n. Chr.)
| - Brot aus gemischten Körnern: ca. 3700 v. Chr. - Hund: vielleicht als rituelle Speisen - Hafer: um 1000 v. Chr. | - Weizen: ca. 500 v. Chr. - Kaninchen: späte Eisenzeit / frührömische Funde |

### Römerzeit (43–410)
| - Apfel (?) - Spargel - Sellerie - Schnittlauch | - Koriander - Gurke - Majoran - Mark | - Zwiebel - Pastinaken - Erbsen - Fasan | - Rosmarin - Minze - Rübe - Wein |

### Mittelalter bis zur Entdeckung der Neuen Welt (410–1492)
| - Kipper: 9. Jahrhundert (aus Dänemark oder Norwegen) - Roggenbrot: Wikingerzeit um 500 - Pfirsich (importiert): angelsächsisch | - Orange: 1290 - Zuckerrohr: 14. Jahrhundert - Karotte: 15. Jahrhundert |

### 1492–1914
| - Truthahn: 1524 - Cayennepfeffer - Raffinierter Zucker: 1540 - Petersilie: 1548 - Zitrone: 1577 (erster dokumentierter Anbau) - Pfirsich (angebaut): 16. Jahrhundert - Kartoffel: 1586 - Meerrettich: 16. Jahrhundert | - Tee: 1610 oder später - Bananen (von Bermuda): 1633 - Kaffee: 1650 - Schokolade: 1650 - Eis: erstmals 1672 dokumentiert. - Broccoli: vor 1724 - Tomaten (als Nahrungsmittel): 1750 | - Sandwich: 18. Jahrhundert - Curry: erstes Erscheinen auf einer Speisekarte 1773; erstes indisches Restaurant 1809 - Rhabarber (Nahrungsmittel): Anfang 1800 - Fish and chips: 1858 oder 1863. - Marmite: 1902 |

### Nach 1914
- Zuckerrübe: 1914–1918